# Quercus camusiae
Quercus camusiae là một loài thực vật có hoa trong họ Cử. Loài này được Trel. ex Hickel & A.Camus miêu tả khoa học đầu tiên năm 1929.

## Hình ảnh